# Vladislav Musa
Vladislav Musa (1936.), hrvatski profesor povjesničar i publicist. Živi i radi u Münchenu. Musa je bio predsjednik društva HNV Zrinski, hrvatske emigrantske organizacije sa sjedištem u Münchenu. Prijateljevao sa Stjepanom Đurekovićem. Zbog djelovanja u hrvatskoj emigraciji bio je pod nadzorom Udbe. U samostalnoj Hrvatskoj pisao za list Politički zatvorenik (slučaj prof. Draganovića; Pol. zatvorenik br. 231.) Djela: U Titovim pandžama : svjedočanstva (München, 1973.), Kratka hrvatska povijest  (München, 1978.), Kurze kroatische Geschichte  (München, 1980.), Die kroatische Frage (München, 1980.), Potresna svjedočanstva bivših hrvatskih političkih zatvorenika iznijeta na I kongresu održanom u Münchenu, 3. studenog 1979 g. ; [spomen-knjiga] (München, 1982.). Obnašao dužnost sabornika HNV-a 1990. godine.